# Valerie Hackl
Valerie Hackl (ur. 29 sierpnia 1982 w Wiedniu) – austriacka menedżer, od maja do czerwca 2019 minister transportu, innowacji i technologii.

## Życiorys
W młodości trenowała gimnastykę artystyczną, zdobywała medale mistrzostw kraju, a także występowała w zawodach międzynarodowych. Ukończyła zarządzanie przedsiębiorstwem na Uniwersytecie Ekonomicznym w Wiedniu, kształciła się również na Uniwersytecie Kolumbii Brytyjskiej. W 2009 doktoryzowała się na Uniwersytecie w St. Gallen.
Od 2005 pracowała w międzynarodowym przedsiębiorstwie konsultingowym Bain & Company. W 2012 dołączyła do Österreichische Bundesbahnen jako asystentka prezesa Christiana Kerna. Od 2014 pełniła w holdingu funkcję szefa strategii korporacyjnej i rozwoju. Od grudnia 2015 zasiadała w zarządzie należącej do grupy spółki ÖBB-Personenverkehr AG. W styczniu 2019 została dyrektorem zarządzającym Austro Control, instytucji zajmującej się zarządzaniem ruchem lotniczym w Austrii.
22 maja 2019 powołana na ministra transportu, innowacji i technologii w rządzie Sebastiana Kurza. Zastąpiła na tej funkcji Norberta Hofera, odwołanego w związku z rozpadem koalicji i przekształceniem rządu w gabinet przejściowy do czasu przedterminowych wyborów. Pełniła tę funkcję do 3 czerwca 2019, odchodząc wówczas wraz z całym gabinetem.